# 柏祥镇
柏祥镇，位于湖南省岳阳市岳阳县南部。镇人民政府驻岳阳县柏祥。
柏祥镇交通便利，县道荣公公路、柏凤公路及十宏公路均贯穿全境，毗邻107国道与京珠高速公路。主要产业为粮食生产与生猪养殖。

## 沿革
- 民国时期，属自强乡
- 1949年，隶岳阳县二区自强乡。
- 1958年，隶步仙桥公社
- 1961年，为步仙桥区中和公社与十步公社
- 1984年，改为中和乡与十步乡
- 1995年，两乡合并为柏祥镇

## 行政区划
柏祥镇辖24个自然村，1个居委会。
刘明社区、大湖村、黄珍村、光明村、十步村、敖家村、松龄村、文付村、桂林村、窑岭村、金咀村、大姚村、伏太村、付义村、万寿村、蒋渭村、周庆村、分水村、俄咀村、四知村、中村、谢全村、赵李村、明淑村和柏祥村。